# ستوژنه (شهرستان اوک)
ستوژنه (به لهستانی:  Stożne) یک روستا در لهستان است که در گمینا کالینووو واقع شده‌است.